# Шайтанка (нижний приток Тагила)
Шайта́нка — река в Горноуральском городском округе Свердловской области России. Устье реки находится в 322 км от устья реки Тагил по правому берегу, в районе деревни Братчиково и садов посёлка Монзино. Высота устья — 193 м. Длина реки составляет 21 км. Исток находится на северном склоне хребта Гуршевы горы Уральских гор. Вблизи устья находятся село Николо-Павловское и остановочный пункт Шайтанка Свердловской железной дороги.

## Притоки
- Шиловка (пр)
- Березовка (пр)
- Смольный Лог (лв)
- Гуршев Лог (лв)

## Данные водного реестра
По данным государственного водного реестра России относится к Иртышскому бассейновому округу, водохозяйственный участок реки — Тагил от истока до города Нижний Тагил, без реки Чёрной, речной подбассейн реки — Тобол. Речной бассейн реки — Иртыш.
Код объекта в государственном водном реестре — 14010501412111200005232.